# NGC 2272
NGC 2272 je galaksija u zviježđu Velikom psu.

## Vanjske poveznice
- SEDS: NGC 2272